# Disobbedienti
Als Disobbedienti („Ungehorsame“) bezeichnen sich in Italien seit dem Sommer 2001 die vorwiegend jüngeren Teile der globalisierungskritischen Bewegung, die ausgehend von „post-operaistischen“ (siehe Operaismus) Konzepten eine Praxis des „sozialen Ungehorsams“ in der Gesellschaft zu verbreiten suchen. Als theoretische Referenz dient ihnen dabei insbesondere der von Antonio Negri und Michael Hardt in ihrem Buch Empire entwickelte Begriff der multitude; als prägendes Modell gilt der mexikanische Zapatismus.

## Vorgeschichte und Entstehung
Vorläufer der Disobbedienti waren die Tute Bianche („weiße Overalls“), die sich ab 1994 aus der Ya Basta Association formierten, welche sich aus der Centri Sociali und der globalisierungskritischen Bewegung in Italien zusammensetzte. Hauptsächlich begannen die Anfänge im Centro Sociale Leoncavallo in Mailand. Ihre historischen Wurzeln reichen jedoch teilweise zurück in die Autonomia Operaia der 1970er Jahre und der 1980er Jahre zurück.
Mit Schaumstoff gepolsterte weiße Overalls und Helme dienten ihnen nicht nur bei Demonstrationen als Schutzkleidung, sondern drückten vor allem symbolisch ein Programm aus: Der traditionelle Industriearbeiter im blauen Overall ist im postfordistischen Kapitalismus nicht mehr die Schlüsselfigur des gesellschaftlichen Produktionsprozesses. „Arbeit“, so die durch die „tuta bianca“ versinnbildlichte These, hat kein Zentrum in der Fabrik mehr, sondern sie durchzieht die ganze Gesellschaft, in der alle Lebensbereiche zunehmend der Verwertung durch das Kapital zugeführt werden. Zugleich unterliegt die Arbeit unter den Bedingungen des Neoliberalismus einer wachsenden Prekarisierung – der lebenslang an einem Arbeitsplatz beschäftigte, sozial abgesicherte Facharbeiter als Sockel des wohlfahrtsstaatlichen Kompromisses gehört der Vergangenheit an, unsichere, ungeschützte Arbeitsverhältnisse (Teilzeitarbeit, befristete Verträge, Scheinselbstständigkeit, Schwarzarbeit) sind auf dem Vormarsch. (Statistischen Angaben zufolge arbeitet in Italien heute etwa ein Drittel der Erwerbstätigen in solchen „prekären“ Verhältnissen.) Deshalb ist die Fabrik kein privilegierter Ort des Widerstands gegen den Kapitalismus mehr, sondern indem kapitalistische Verwertung alle Lebensverhältnisse erfasst, wird die gesamte Gesellschaft zum Ort ihrer Widersprüche.
Typische Aktionen der Tute Bianche waren das Zumauern der Eingänge von Leiharbeitsfirmen, die als Schrittmacher der flexibilisierten Niedriglohnarbeit und der Degradierung von Lohnabhängigen zu beliebig auswechselbarem Material angegriffen wurden, und die Demontage von Abschiebelagern, wo Tute Bianche die Zäune abbauten. Der Philosoph Sandro Mezzadra bezeichnet Abschiebelager als „eine Art Druckverminderungskammer“ zur Zerstreuung der Spannungen des Arbeitsmarktes: Menschen werden nach ihrer ökonomischen Brauchbarkeit selektiert; wenn nach maximal 60 Tagen keine Ausweisung erfolgt ist, müssen die Internierten nach italienischen Gesetzen wieder freigelassen werden, worauf sie dann auf italienischem Boden physisch, aber ohne Rechte existieren und folglich extremer Ausbeutung unterzogen und auf dem Arbeitsmarkt als Lohndrücker verwendet werden können.
Höhepunkt der Aktivitäten der Tute Bianche waren ihre Auftritte bei den großen Demonstrationen der globalisierungskritischen Bewegung gegen die Welthandelsorganisation in Seattle 1999, gegen den Internationalen Währungsfonds in Prag 2000 und gegen den G8-Gipfel in Genua 2001. Bereits während und nach den Protesten in Genua legten die Tute Bianche die weißen Overalls ab, um hinfort nicht mehr als eine Art uniformierter „Armee“ aufzutreten, sondern in der „multitude“ (Negri/Hardt) aufzugehen und in ihr den „sozialen Ungehorsam“ voranzutreiben. Seither nennen sie sich Disobbedienti.

## Aktionen
Generell wenden sich die Disobbedienti gegen die traditionelle Politik der institutionellen Repräsentation, denen sie eine nicht-hierarchische, basisdemokratische Selbstorganisation entgegensetzen.
Trotz ihrer Distanz zu den traditionellen Gewerkschaftsorganisationen – die ihrerseits vor Genua noch von den neuen Bewegungen Abstand hielten – beteiligten sich die Disobbedienti aktiv an den nachfolgenden großen Streikbewegungen mit dem Ziel, die Streiks über die Werkstore hinaus in die ganze Gesellschaft auszuweiten. Gleichzeitig war zu beobachten, dass ihre „ungehorsamen“ Kampfformen auf Teile der gewerkschaftlich organisierten Arbeiterschaft abfärbten. In den Sozialzentren (Centri sociali), die unter starker Beteiligung der Disobbedienti in ganz Italien entstanden, arbeiten Gewerkschaftslinke und Disobbedienti zumeist gut zusammen.
Während des ersten Europäischen Sozialforums in Florenz im November 2002 besetzten Disobbedienti das Büro des italienischen Verlegerverbandes, löschten auf den PCs die kommerzielle Software, installierten stattdessen Linux und kopierten CDs, um sie dann gratis zu verteilen. Diese Aktion steht exemplarisch für einen weiteren Schwerpunkt der Disobbedienti: Kampf gegen die Kommerzialisierung geistiger Produkte. Zudem besetzten sie mit einer Straßenblockade symbolisch den Zugang zum Gardasee.
In Rom, Venedig, Neapel und Mailand kam es zu Plünderungen von Kaufhäusern. Im Anschluss verteilten sie die erbeutete Ware an Passanten. Durch diese Aktion sollte gegen die Anhebung der Warenpreise protestiert werden.
Im Jahr 2004 standen dreizehn Mitglieder der Disobbedienti vor Gericht. Ihnen wurde „politische Konspiration“ und nachhaltige Schädigung der Arbeitsfähigkeit der italienischen Regierung vorgeworfen. Weitere Anklagepunkte waren „subversive Propaganda“, sowie „die Gründung einer Vereinigung mit 20.000 Mitgliedern, die sich die gewalttätige Zerschlagung der wirtschaftlichen Ordnung des Staates“ zur Aufgabe gemacht hat.
Prominentester Sprecher der Disobbedienti ist Luca Casarini. Den Disobbedienti steht die Theoriezeitschrift Derive Approdi nahe.

## Beteiligung in der Politik
Trotz der allgemein kritischen Haltung zu Parteien schlossen sich Teile der Disobbedienti den Giovani Comunisti/e (Junge KommunistInnen), der Jugendorganisation der Partei Rifondazione Comunista (PRC) an, die sich im Gefolge der Ereignisse von Genua vorbehaltlos den neuen Bewegungen öffnete. Als die PRC sich in den Jahren 2004 bis 2008 wieder um eine Zusammenarbeit mit den Parteien der gemäßigten Linken zur Bildung einer regierungsfähigen Koalition bemühte, die Silvio Berlusconi ablösen sollte, kommt es im Verhältnis zur Partei allerdings zu Spannungen – zumal PRC-Sekretär Fausto Bertinotti, der sich gegenüber den Ideen der Disobbedienti an sich aufgeschlossen zeigt, die Orientierung der sozialen Bewegungen an der Leitlinie der Gewaltfreiheit forderte, was seitens der Disobbedienti auf Einwände stieß. Diese und andere Fragen führten innerhalb der Disobbedienti zu Differenzen zwischen radikaleren und pragmatischeren Teilen.

## Filme
- Tute Bianche: Symbol der weltweiten Bewegung der Globalisierungskritik. (2002, 30 min.), Dokumentarfilm von Adonella Marena, EIKON Süd GmbH[12]
- Disobbedienti (2002, 53 min.), Dokumentarfilm von Dario Azzellini und Oliver Ressler, Originalfassung mit deutschen oder englischen Untertiteln www.azzellini.net und www.ressler.at